# هفت حوض (مشهد)

هفت حوض مشهد

هفت حوض مشهد

هفت حوض مشهد یکی از جاذبه‌های گردشگری جنوب شرقی مشهد در استان خراسان رضوی است. بعضی از ۷ حوضچه‌ای که در این منطقه در امتداد هم قرار دارند، به اندازه یک استخر کوچک هستند. آب از حوضچه اول به حوضچه‌های دیگر ریخته می‌شود. این پدیده طبیعی حوض‌ها یا «دولین‌های» متعدد، بر اثر فرسایش شیمیایی توسط باران‌های اسیدی در بستر یکی از سرشاخه‌های رودخانه طرق در ارتفاعات شمالی بینالود شگل گرفته است.
در بستر یکی از سرشاخه‌های رودخانه طرق، مواد آهکی نرم در میان سنگ‌ها دچار فرسایش شده‌اند و شکل‌های ژئومورفولوژی دولین را ایجاد کرده‌اند و در واقع از دیدگاه مردم عادی، این منطقه تنها هفت حوضِ زیبا با چشم‌اندازی زیباتر ایجاد شده در طی مسیر رودخانه است. پس از عبور از ۷ حوض اصلی که در امتداد هم قرار گرفته‌اند، به تک‌حوض‌های بزرگ می‌رسید. بکر بودن و دست‌نخوردگی و صدای جریان آب، از ویژگی‌های این منطقه می‌باشد.
اراضی این منطقه از سال ۱۳۹۱ توسط شهرداری مشهد، با همکاری سازمان شهرداری‌ها و دهیاری‌های کشور، تملک و تبدیل به بوستانی طبیعی شده است.
هر سال تعداد زیادی مسافر از این مکان بازدید می‌کنند.
زیبایی های هفت حوض به این موارد خلاصه نمی شود و دربر داشتن غار های کوچک که جان پناه هایی هنگام بارندگی هستند، آبشار های کوچک، نی زار، مرداب های کوچک هم، جذابیت های بکر گردشگری این منطقه را دوچندان کرده اند.